# 가자-예리코 협정
가자 지구와 예리코 지역에 관한 협정(영어: Agreement on the Gaza Strip and the Jericho Area, 아랍어: اتفاق حول قطاع غزة ومنطقة أريحا, 히브리어: ההסכם בדבר רצועת עזה ואזור יריחו), 또는 약칭 가자-예리코 협정(영어: Gaza–Jericho Agreement, 아랍어: اتفاق غزة أريحا, 히브리어: הסכם עזה ויריחו תחילה)은 오슬로 협정의 후속 협정으로, 팔레스타인이 가지는 자치권의 범위를 확정한 협약이었다. 가자-예리코 협정은 1994년 5월 4일 팔레스타인 해방기구 대표 야세르 아라파트와 이스라엘 총리 이츠하크 라빈 간에 체결하였으며, 체결 장소가 카이로였기 때문에 카이로 협정(영어: Cairo Agreement, 아랍어: إتفاق القاهرة, 히브리어: הסכם קהיר)이라고 부르기도 한다.

## 역사
오슬로 협정에서의 계획에 따라, 가자-예리코 협정에서 이스라엘과 팔레스타인 해방기구는 가자 지구와 서안 지구에서 5년 간 팔레스타인의 자치를 실시한 후, 영구적 평화 협정을 체결하기로 규정하였으며, 이스라엘은 협정 체결 후 3주 내로 가자 지구 일부 지역과, 서안 지구에 있는 예리코 주변 지역에서 일부 철수하기로 약속하였다. 통치권의 이양을 다룬 협정의 제3조에 따라 팔레스타인 자치 정부가 설립되었으며, 1994년 7월 5일 자치 정부의 공식 설립식에서 야세르 아라파트가 자치 정부의 제1대 대통령으로 취임하였다.
가자-예리코 협정에는 경제 관계에 관한 의정서(파리 의정서)와, 팔레스타인 민간 경찰의 설립에 관련한 내용도 담겼다. 경제 관계에 관한 의정서에는 이스라엘과 팔레스타인 자치 정부 간의 경제적 관계를 다루는 내용이 담겼으나, 팔레스타인 경제를 실질적으로 이스라엘 시장으로 흡수하는 내용으로도 해석할 수 있었다.
가자-예리코 협정은 1995년 9월 24일 및 28일 체결된 제2 오슬로 협정으로 통합 및 대체되었다. 제2 오슬로 협정의 제31조에는, 가자-예리코 협정을 포함하여 기존에 체결한 협정 3개를 제2 오슬로 협정으로 대체한다고 기제되어 있다.

## 협정식
카이로에서 열린 가자-예리코 협정식 당시, 협정에 서명하는 도중 이츠하크 라빈은 야세르 아라파트가 협정에 포함된 지도에는 서명하지 않았음을 보고, 당시 현장에 있던 시몬 페레스와 급하게 상의하기 시작하였으며, 이로 인해 회장에 있던 대표단 전원이 서로에게 말을 걸기 시작하였고, 특히 호스니 무바라크는 라빈에게 욕설을 하기도 해, 협정식이 잠시 중단되기도 하였다. 최종적으로 아라파트는 지도에 서명하였지만, 지도에 직접 수기로 주석을 남겼다.
이후 출판된 보고서에 따르면, 협정식이 중단되었을 때, 아라파트는 라빈에게 예리코의 경계 크기와 국경에 대한 논의는 계속할 것이라는 내용을 담은 편지를 달라고 요구했는데, 라빈은 여기에 이미 기존에 합의했지 않았냐고 답하며, 편지를 반드시 준비해 주겠다고 약속했다. 일각에서는 이를, 아라파트가 이스라엘과의 협상에서 최선을 다했다는 정치적 표시를 하기 위한 행동이었다고 보기도 한다.